# Dallas-Fort Worth Film Critics Association Awards 2007
La 13ª edizione dei Dallas-Fort Worth Film Critics Association, annunciata il 17 dicembre 2007, ha premiato i migliori film usciti nel corso dell'anno.

## Vincitori
A seguire vengono indicati i vincitori, in grassetto.

### Miglior film
1. Non è un paese per vecchi (No Country for Old Men), regia di Joel ed Ethan Coen
2. Juno, regia di Jason Reitman
3. Il petroliere (There Will Be Blood), regia di Paul Thomas Anderson
4. Espiazione (Atonement), regia di Joe Wright
5. Michael Clayton, regia di Tony Gilroy
6. Into the Wild - Nelle terre selvagge (Into the Wild), regia di Sean Penn
7. Lo scafandro e la farfalla (Le scaphandre et le papillon), regia di Julian Schnabel
8. Il cacciatore di aquiloni (The Kite Runner), regia di Marc Forster
9. L'assassinio di Jesse James per mano del codardo Robert Ford (The Assassination of Jesse James by the Coward Robert Ford), regia di Andrew Dominik
10. La guerra di Charlie Wilson (Charlie Wilson's War), regia di Mike Nichols

### Miglior regista
- Joel ed Ethan Coen - Non è un paese per vecchi (No Country for Old Men)

### Miglior attore
1. Daniel Day-Lewis - Il petroliere (There Will Be Blood)
2. George Clooney - Michael Clayton
3. Emile Hirsch - Into the Wild - Nelle terre selvagge (Into the Wild)
4. Tommy Lee Jones - Nella valle di Elah (In the Valley of Elah)
5. Frank Langella - Starting Out in the Evening

### Miglior attrice
1. Julie Christie - Away from Her - Lontano da lei (Away from Her)
2. Marion Cotillard - La Vie en rose (La Môme)
3. Angelina Jolie - A Mighty Heart - Un cuore grande (A Mighty Heart)
4. Laura Linney - La famiglia Savage (The Savages)
5. Ellen Page - Juno

### Miglior attore non protagonista
- Javier Bardem - Non è un paese per vecchi (No Country for Old Men)

### Miglior attrice non protagonista
- Tilda Swinton - Michael Clayton

### Miglior film straniero
- Lo scafandro e la farfalla (Le scaphandre et le papillon), regia di Julian Schnabel

### Miglior documentario
- The King of Kong: A Fistful of Quarters, regia di Seth Gordon

### Miglior film d'animazione
- Ratatouille, regia di Brad Bird e Jan Pinkava

### Miglior fotografia
- Roger Deakins - L'assassinio di Jesse James per mano del codardo Robert Ford (The Assassination of Jesse James by the Coward Robert Ford)

### Miglior sceneggiatura
- Diablo Cody - Juno

### Russell Smith Award
- Once (Una volta) (Once) per il miglior film indipendente a basso budget[1]